# Los misterios del auténtico Sherlock Holmes
Los misterios del auténtico Sherlock Holmes (título original en inglés: Murder Rooms: The Dark Beginnings of Sherlock Holmes) es una serie de televisión producida por la BBC (Reino Unido) y emitida entre los años 2000 y 2001. Está inspirada en el hecho de que el escritor creador de Sherlock Holmes, Arthur Conan Doyle, se basara para su personaje en su tutor durante sus estudios de medicina en la Universidad de Edimburgo, Joseph Bell, pionero de la ciencia forense y asesor ocasional de la policía.

## Reparto
- Ian Richardson: Dr. Joseph Bell.
- Robin Laing: Sir Arthur Conan Doyle. Capítulo 1.
- Charles Edwards: Sir Arthur Conan Doyle. Capítulos 2-4.

## Episodios
| # | Título original en Reino Unido (arriba) Título en España (abajo)                                                                 | Fecha de emisión original | Número de episodio |
| --- | --- | ------------------------- | ------------------ |
| 01 | «Dr Bell and Mr Doyle - The Dark Beginnings Of Sherlock Holmes» «Dr. Bell y Mr. Doyle: Los oscuros comienzos de Sherlock Holmes» | 4 de enero de 2000        | 100                |
| Resumen: En los pasillos de la prestigiosa universidad de Edimburgo, el joven Arthur Conan Doyle experimenta sus primeras lecciones... en homicidios. En 1878, cuando conoce al brillante Dr. Bell, Doyle se desvía de sus estudios para explorar un mundo mucho más apasionante: el de la investigación del crimen. Los dos compañeros ayudan a la policía local a resolver los casos los más complicados. Doyle se queda fascinado por el extraordinario talento de Bell con el que deja atrás a los otros detectives y puede descubrir a los criminales más inteligentes. No obstante, durante unos de estos juegos del gato y el ratón, las cosas no suceden de la forma habitual. La vida de Doyle cambiará para siempre y el ágil cerebro del Dr. Bell no podrá pronosticar como acabará esta historia. | |                           |                    |
| 02 | «Murder Rooms - The Patient's Eyes» «Los ojos del paciente»                                                                      | 4 de septiembre de 2001   | 101                |
| Resumen: El Dr. Bell se enfrenta a un caso complejo: Una joven asegura que un ser fantasmagórico la persigue para acabar con su vida. Tras las dudas iniciales Doyle le pone una trampa al misterioso personaje pero no logra atraparlo. La aparición de un cadáver, enterrado hasta el cuello, y varias muertes más hace poner en marcha una investigación donde nadie es lo que parece ser. | |                           |                    |
| 03 | «Murder Rooms - The Photographer's Chair» «La silla del fotógrafo»                                                               | 18 de septiembre de 2001  | 102                |
| Resumen: Una serie de cuerpos mutilados de forma horrorosa aparecen tirados en la playa . Todos los cadáveres muestran signos de asfixia, pero también tienen unas misteriosas quemaduras alrededor de la garganta, muñecas, tobillos, pecho y cráneo. Irónicamente, el caso más físico y real al que se enfrentan Bell y Doyle, les sumergirá en un mundo sobrenatural. | |                           |                    |
| 04 | «Murder Rooms - The Kingdom Of Bones» «El reino de los huesos»                                                                   | 25 de septiembre de 2001  | 103                |
| Resumen: Un gran museo invita a Doyle y al Dr. Bell a que vean su última adquisición: una antigua momia egipcia. Pero al abrir el sarcófago ante el numeroso público, descubren un cadáver reciente bajo los vendajes. Bell registra a la víctima y encuentra en su bolsillo la tarjeta de un coleccionista de arte. A partir de este momento el caso se va complicando y llevará al detective a descubrir una compleja trama. | |                           |                    |
| 05 | «Murder Rooms - The White Knight Stratagem» «La estratagema del caballero blanco»                                                | 2 de octubre de 2001      | 104                |
| Resumen: El suicidio de una misteriosa joven y el asesinato de dos hombres aparecen enlazados. Cuando la policía pide ayuda al Dr. Bell, se hace evidente que no se trata de un acontecimiento rutinario. Antiguos resentimientos entre el Dr. Bell y el jefe de investigación, ponen en peligro el buen desarrollo del caso. Bell espera la ayuda de su fiel asistente Doyle, quien apoya en esta ocasión al jefe de investigación, haciendo que la relación entre los dos compañeros se resienta... | |                           |                    |